# Nicolas Macrozonaris
Nicolas Macrozonaris, född 22 augusti 1980, är en friidrottare från Kanada. Han deltog vid olympiska sommarspelen 2000 och olympiska sommarspelen 2004.